# Arbeitsgemeinschaft der Institute für Bienenforschung
Die Arbeitsgemeinschaft der Institute für Bienenforschung oder kurz AG Bieneninstitute ist ein Zusammenschluss staatlicher und privater Forschungs-, Beratungs- und Untersuchungseinrichtungen im Bereich der Bienenkunde und Bienenforschung. Die Arbeitsgemeinschaft dient dem Informationsaustausch und der Bündelung der Kompetenzen. In der AG sind 22 Institute, darunter universitäre Arbeitsgruppen, Imkerschulen und Untersuchungsämter, in einem eingetragenen Verein zusammengeschlossen.
Die Geschäftsstelle befindet sich am Institut für Bienenkunde Celle, das heute ein Teil des Niedersächsischen Landesamtes für Verbraucherschutz und Lebensmittelsicherheit (LAVES) ist. Vorsitzender ist Werner von der Ohe vom Institut für Bienenkunde. Die AG veranstaltet unter anderem eine Jahrestagung und koordiniert das Projekt DEBIMO, das "Deutsche Bienenmonitoring".

## Mitgliedsinstitute
- STUA Aulendorf
- Imkerschule Bad Segeberg
- Bienenzuchtzentrum Bantin, Landesverband der Imker Mecklenburg – Vorpommern e.V.
- AG Bienen, Veterinärmedizin, FU Berlin
- RUB Bochum, AG Verhaltensbiologie
- Tierökologie, Universität Bonn
- Institut für Bienenschutz, JKI Braunschweig
- Institut für Honiganalytik, Bremen
- Forschungsstelle für Bienenkunde, Universität Bremen
- LAVES Institut für Bienenkunde Celle
- Evolutionsgenetik, Universität Düsseldorf
- CVUA Freiburg
- Agrarökologie, Universität Göttingen
- Allgemeine Zoologie, Martin-Luther-Universität Halle-Wittenberg
- Eurofins Scientific, Hamburg
- Landesanstalt für Bienenkunde, Universität Hohenheim
- Populationsgenomik, Universität Hohenheim
- Länderinstitut für Bienenkunde, Hohen Neuendorf
- Bieneninstitut, Kirchhain
- Fachzentrum Bienen und Imkerei, Mayen
- Bienenkunde, Münster
- Institut für Bienenkunde, Oberursel
- Brasilien-Zentrum, Universität Tübingen
- Institut für Bienenkunde und Imkerei an der Bayerischen Landesanstalt für Weinbau und Gartenbau, Veitshöchheim
- Lehrstuhl Verhaltensphysiologie und Soziobiologie – Zentrum für Verhaltensforschung an Insekten, Universität Würzburg[1]